# Табасаранский язык
Табасара́нский язы́к (самоназвание — табасаран чӀал) — один из малочисленных лезгинских языков нахско-дагестанской языковой семьи, язык табасаранцев. 
По переписи 2021 года, табасаранским языком владеют 87 214 человек, из них 75 079 — в Дагестане.
Табасаранский язык примечателен своей падежной системой: имена имеют около 46 различных падежей. Глагол изменяется по лицам и числам, имеет сложную систему времён и наклонений. Для синтаксиса характерно простое предложение с номинативной, эргативной и дативной конструкциями. Из-за своих особенностей он занесён в Книгу рекордов Гиннесса как один из самых сложных языков мира.
На табасаранском языке издаются газеты «Табасарандин нурар», «АкӀу хяд», «Ас-Салам», «Табасарандин сес».

## Название
Этимология названия «табасаранский» точно не известна. Исконным самоназванием для определённых северных табасаранских сёл считается этноним гъумгъум. Лезгины называли их словом къабгъан, а кайтагцы — щилан. При этом табасаранцы имеют также множество самоназваний на уровне отдельных сёл или их объединений.
Табасаранцы не называли в прошлом свой язык «табасаранским». При общении между собой, упоминая язык, они говорили ихь чIал, то есть «наш язык», а при взаимодействии с иноязычными людьми (азербайджанцами, русскими) говорили лезги дили, то есть «лезгинский язык».

## Распространение
Табасаранский язык распространён на исконной территории проживании табасаранцев — на юге Дагестана, в руслах рек Рубас и Чирахчай, в Табасаранском и Хивском районах. Эта территория с севера граничит с ареалом кайтагского языка, на востоке — с азербайджанским, на юге — с лезгинским, на западе — с агульским. Кроме того, большое число табасаранцев переселилась в равнинный Дагестан и живёт в Дербентском и Каякентском районах, а также в городах Дербент, Каспийск, Мамедкала, Махачкала, Дагестанские Огни и в посёлке Белиджи. Согласно переписи 1959 года, в СССР на тот момент проживало более 35 000 табасаранцев, а по переписи 1989 года — 98 000 табасаранцев, в том числе 20 000 за пределами Дагестана. По переписи 2010 года, в России было около 126 136 носителей табасаранского языка, а по переписи 2021 года  —  87 214 человек,  из них 75 079 — в Дагестане.

### Социолингвистическая ситуация
В середине XX века, на севере ареала расселения табасаранцев, языком межэтнического общения был азербайджанский, на юге — лезгинский. В начале XXI века универсальным языком межэтнического общения становится русский; языками соседей владеют только очень пожилые люди.

## Родственные языки и диалекты
Табасаранский язык входит в восточно-лезгинскую подгруппу внутри лезгинской группы в нахско-дагестанской семье. Вместе с ним в эту подгруппу входят его ближайшие родственники: агульский и лезгинский языки.
В табасаранском языке различают два диалекта: северный и южный. В южном диалекте, в отличие от северного, есть заднеязычные и фарингальные огубленные согласные, а северный отличается наличием звонкого фарингального щелевого и геминированных щелевых согласных. Между диалектами присутствуют значимые различия в грамматике и менее значимые — в лексике. Некоторые исследователи выделяют один из южных говоров в отдельный диалект, который занимает переходное положение между северным и южным, объединяя в себе некоторые их черты. При выделении трёх диалектов их обычно называют сувахским (северный), нитрикским (южный) и этегским (переходный).

## Письменность
Как и другие дагестанские языки, табасаранский долгое время был бесписьменным языком, поэтому об исторических памятниках на этом языке почти ничего неизвестно. В течение некоторого периода до начала XX века табасаранцы ситуативно пользовались аджамом — приспособленным арабским алфавитом. В 1932 году табасаранский стал одним из пяти нахско-дагестанских языков, для которых советская власть ввела алфавит на основе латиницы. В 1938 году язык перевели на кириллический алфавит, в котором, как и в других алфавитах языков нахско-дагестанской семьи, для обозначения некоторых фонем используются диграфы с «палочкой» (Ӏ) или буквой Ъ.
Современный табасаранский алфавит
| А а   | Аь аь | Б б | В в   | Г г | Гъ гъ | Гь гь | Д д   |
| Е е   | Ё ё   | Ж ж | З з   | И и | Й й   | К к   | Къ къ |
| Кь кь | КӀ кӀ | Л л | М м   | Н н | О о   | П п   | ПӀ пӀ |
| Р р   | С с   | Т т | ТӀ тӀ | У у | Уь уь | Ф ф   | Х х   |
| Хъ хъ | Хь хь | Ц ц | ЦӀ цӀ | Ч ч | ЧӀ чӀ | Ш ш   | Щ щ   |
| ъ     | ы     | ь   | Э э   | Ю ю | Я я   | Ӏ     | '     |

## Лингвистическая характеристика

### Фонетика
Гласные оральные и умлаутированные. Согласные: четверичная система оппозиций смычных и аффрикат, троичная — спирантов. Язык знаменит обилием вибрантов, которых насчитывается, по различным оценкам, от 9 до 14. Имеются фарингализованные, лабиализованные и особая серия дентолабиализованных. Ударение подвижное.

### Морфология
В табасаранском языке различают грамматические классы 1) разумных существ и 2) неразумных существ и предметов. Имеется 10 частей речи, в том числе и послелоги (предлоги отсутствуют). Существительные изменяются по числам и падежам — выделяют от 44 до 52 падежей (прежде всего, за счёт семи серий локативов). Относительные местоимения отсутствуют. Счёт десятичный. У глагола различаются категории лица, числа, времени, наклонения, способа действия. Очень употребительны заимствованные из азербайджанского языка суффиксы -лу и -суз, которые могут сочетаться и с некоторыми незаимствованными словами: адлу «славный», адсуз «бесславный», жилсуз «безземельный».

### Синтаксис
Эргативная стратегия кодирования глагольных актантов. Порядок слов в предложении относительно свободный, обычный порядок: подлежащее, объект, сказуемое.

### Лексика
Наиболее древними являются заимствования из персидского (относятся преимущественно к таким сферам лексики, как военная, ремесленническая и бытовая терминология) и арабского (заимствована вся религиозная, научная и философская терминология) языков. В лексике есть также заимствования из азербайджанского языка, но, как правило, они имеют также персидское происхождение. Заимствования последнего времени — в основном из русского языка.

## История изучения
В Энциклопедическом словаре Брокгауза и Ефрона, изданном в 1890—1907 гг., отмечено:

К таким же малоисследованным языкам вост.-горской группы принадлежит табасаранский, распространённый в южн. Дагестане, в бассейне р. Рубаса. На севере язык этот соприкасается с кайтагскими наречиями, на юге — с кюринскими, с запада к нему примыкает агульский язык (сродный, по показанию одних, с табасаранским, по показанию других — с кюринским), а на востоке область его отделяется от Каспийского моря прибрежной полосой, занятой тюркскими племенами. Вследствие близкого соседства и постоянных сношений с последними, табасаранцы усвоили себе их азербайджанское наречие и забывают понемногу свой родной язык. Исследование табасаранского языка было последним трудом бар. П. К. Услара, который не успел при жизни окончательно его обработать грамматически. Труд Услара продолжал Л. П. Загурский, но также не успел довести его до конца.

Табасаранский язык был последним языком, который изучал П. К. Услар. Он приступил к его изучению в 1870 году, отмечая, что «из всех дагестанских языков табасаранский представил наиболее затруднений». Затруднения эти заключались прежде всего в том, что исследователь долгое время не мог подыскать пригодного информанта: «Почти год уже, как я приступил к исследованию табасаранского языка, — пишет Услар Шифнеру в сентябре 1871 года, — но принуждён беспрестанно менять руководителей… в них не удаётся мне развить хоть какое-либо грамматическое понимание». Сбор материала в Табасаране производился в Ерси (ауле,где ввиду исторических событий население состояло из коренных табасаран,а также табасаранизированных азербайджанцев и татов). Обработку табасаранского материала Услар частично вёл в Темир-Хан-Шуре, административном центре Дагестанской области, в основном же — в родовом имении, куда он обычно уезжал на лето с накопленным материалом.
Монография о табасаранском языке осталась незавершённой, хотя уже был отлитографирован заглавный лист и алфавит. Дочь покойного отослала рукопись табасаранской грамматики, а также все лингвистические и нелингвистические заметки и даже черновые бумаги отца академику Шифнеру. Однако тот до своей смерти в 1879 году не успел заняться последней монографией Услара, и она оставалась неизданной более 100 лет. Лишь в 1953—1954 годах табасаранская грамматика была подготовлена к печати в Тбилиси дагестановедом А. А. Магометовым (весь текст грамматики Услара был переписан им от руки) и опубликована в 1979 году с его комментариями и дополнениями.
В 1905 году был напечатан «Грамматический очерк табасаранского языка» А. Дирра, а в 1930-х гг. над диалектологией табасаранского языка работал А. Н. Генко, который оставил после себя диалектологический очерк и словарь табасаранского языка.
Крупнейшим специалистом по табасаранскому языку был Бейдуллах Гаджи-Курбанович Ханмагомедов (1927—1999) — доктор филологических наук, профессор Института языка, литературы и искусства ДНЦ РАН, заслуженный деятель науки ДАССР. В списке трудов лингвиста 4 фундаментальные монографии, десятки школьных учебников и пособий, многочисленные переводы из поэзии, а также Табасаранско-русский, Русско-табасаранский, Орфографический и Терминологический словари табасаранского языка. Не успел Б. Ханмагомедов завершить работу над «Табасаранско-лезгинско-русским словарём».

## В кинематографе
В селениях Тинит и Тураг был снят короткометражный фильм на табасаранском языке «Бурж (Долг)» режиссёра Тахмины Гаджикеримовой, уроженки Турага; фильм вышел в 2023 году.

### Словари
- Гаджиев А. Русско-табасаранский школьный словарь. Махачкала: Дагучепдгиз, 1957.
- Гасанова М. А. Словарь табасаранских пословиц и поговорок. Махачкала: ИПЦ ДГУ, 2014. — 208 с. ISBN 978-5-9913-0111-4
- Генко А. Н. Табасаранско-русский словарь / Под общей редакцией д-ра филол. наук, проф. М. Е. Алексеева; Институт языкознания РАН. — М.: Academia, 2005. — 332 с. — (Справочники. Энциклопедии. Словари). — 800 экз. — ISBN 5-87444-167-0. (в пер.) (подготовлен в 1930-х гг.)
- Ханмагомедов Б. Г.-К., Шалбузов К. Т. Табасаранско-русский словарь. — М.: Наука, 2001. 477 с. ISBN 5-02-022620-3.